# Marco Pascolo
Marco Pascolo (født 9. maj 1966 i Sion, Schweiz) er en tidligere schweizisk fodboldspiller, der spillede som målmand. Han var på klubplan primært tilknyttet klubber i hjemlandet, og tilbragte længst tid hos Servette FC og FC Zürich. Med Servette vandt han i 1994 det schweiziske mesterskab, mens det i 2000 blev til triumf i landets pokalturnering med FC Zürich.
Pascolo spillede mellem 1992 og 2001 55 kampe for det schweiziske landshold. Han repræsenterede sit land ved både VM i 1994 og EM i 1996.

## Titler
Schweizisk Liga
- 1994 med Servette FC

Schweizisk Pokalturnering
- 2000 med FC Zürich